# Castel Rozzone
Castel Rozzone ist eine italienische Gemeinde (comune) mit 2786 Einwohnern (Stand 31. Dezember 2023) in der Provinz Bergamo, Region Lombardei.

## Geographie
Castel Rozzone  befindet sich 15 km südlich der Provinzhauptstadt Bergamo und 40 km östlich der Metropole Mailand.
Die Nachbargemeinden sind Arcene, Brignano Gera d’Adda, Lurano und Treviglio.

## Geschichte
Die Ursprünge der Stadt reichen zurück bis in die Römerzeit. Erste Bewohner siedelten entlang einer Straße, die von Bergamo nach Süden führte und Treviglio und Piacenza passiert. Bis zum Ende des römischen Reiches entstand eine befestigte Ortschaft.
Während des 12. Jahrhunderts bauten die Ghibellinen südlich des Ortes eine Burg, die Castel Rozzone lange prägte. 1523 wurde die Kirche San Bernardo geweiht, die äußerlich unverändert erhalten ist.
In der zweiten Hälfte des 20. Jahrhunderts verlor der Ort seine landwirtschaftliche Prägung und entwickelte sich zu einem kleinen Industriezentrum.